# Gerhard Domagk

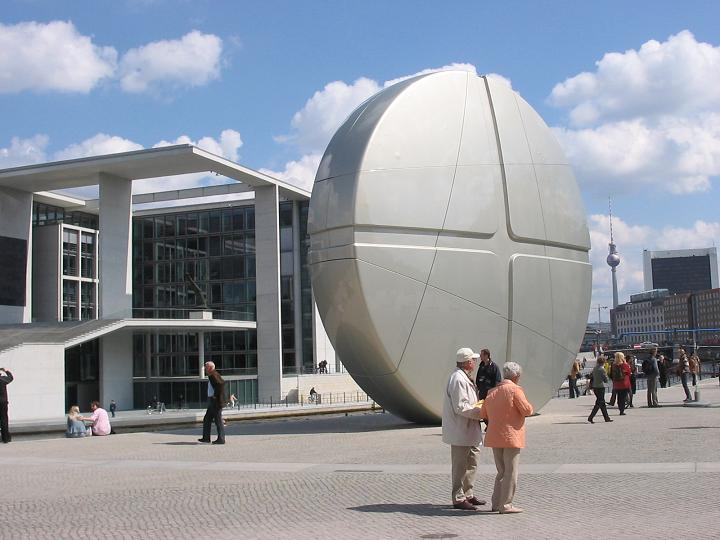
Pomnik na Friedrich-Ebert-Platz w Berlinie upamiętniający odkrycia niemieckich biochemików – Felixa Hoffmanna, Roberta Kocha, Emila Adolfa von Behringa, Paula Ehrlicha i Gerharda Domagka

Gerhard Domagk (ur. 30 października 1895 w Łagowie, zm. 24 kwietnia 1964 w Burgbergu) – niemiecki lekarz patolog i mikrobiolog. Laureat Nagrody Nobla w dziedzinie medycyny w 1939.

## Życiorys
W latach 1901–1909 mieszkał w Sommerfeld (dzisiejszym Lubsku), przy obecnej ulicy Gazowej 6. Ukończył Ewangelickie Męskie Gimnazjum Miejskie w Legnicy (w latach 1910–1914 uczęszczał do szkoły, która mieściła się w budynku dzisiejszego I LO). W czasie I wojny światowej początkowo walczył w formacjach bojowych, a następnie był członkiem służb sanitarnych (w szpitalach przeciwcholerycznych w Rosji). Studiował medycynę na Uniwersytecie Chrystiana Albrechta w Kilonii. Od 1924 pracował naukowo na Uniwersytecie w Greifswaldzie, a od 1928 był profesorem patologii i anatomii patologicznej na Uniwersytecie Wilhelma w Münsterze, gdzie prowadził badania nad fagocytami. Współpracował także z laboratoriami I.G. Farbenindustrie w Wuppertalu-Elberfeld. Pozostając pod wpływem Paula Ehrlicha, sprawdzał bakteriobójcze własności nowych barwników, otrzymywanych przez naukowców pracujących w zakładach w Eberfeld.
W 1935 ogłosił, że prontosil, czerwonopomarańczowy barwnik z grupy sulfonamidów, skutecznie zwalcza infekcje powodowane przez bakterie zwane paciorkowcami. Tym samym po raz pierwszy stwierdzono, że jakiś środek chemiczny może działać in vivo na powszechnie występujące bakterie chorobotwórcze. Barwniki badane wcześniej działały jedynie na znacznie większe od bakterii pierwotniaki.
To odkrycie zapoczątkowało stosowanie sulfonamidów w lecznictwie i zainspirowało wielu naukowców do pracy nad nowymi lekami z tej grupy. Nawet odkrywca penicyliny, Alexander Fleming porzucił wtedy badania nad swoim antybiotykiem na rzecz prontosilu. Najważniejszych ustaleń dokonał jednak Daniel Bovet wraz z zespołem. Protonsil i inne leki z grupy sulfonamidów ocaliły życie wielu ludziom – m.in. Franklinowi D. Rooseveltowi, Winstonowi Churchillowi oraz córce samego Domagka.
W 1939 Gerhard Domagk otrzymał za to odkrycie Nagrodę Nobla w dziedzinie medycyny. Nie mógł wówczas przyjąć nagrody ze względu na naciski władz niemieckich, pozostających w konflikcie z komisją noblowską po przyznaniu Pokojowej Nagrody Nobla antyfaszyście i pacyfiście Carlowi von Ossietzky'emu. Odebrał ją dopiero w 1947, jednak bez przysługującej nagrody pieniężnej, która, w przypadku nieodebrania w ciągu roku, wraca do Fundacji Noblowskiej.
Po II wojnie światowej skoncentrował się na zwalczaniu gruźlicy i stosowaniu chemioterapii w walce z chorobami nowotworowymi. W 1946 wprowadził do leczenia gruźlicy tiosemikarbazony. Wydał podręcznik patomorfologii i chemioterapii chorób zakaźnych (1947).
Został pochowany na cmentarzu leśnym Lauheide pod Telgte koło Münster.

## Tablice pamiątkowe w Polsce

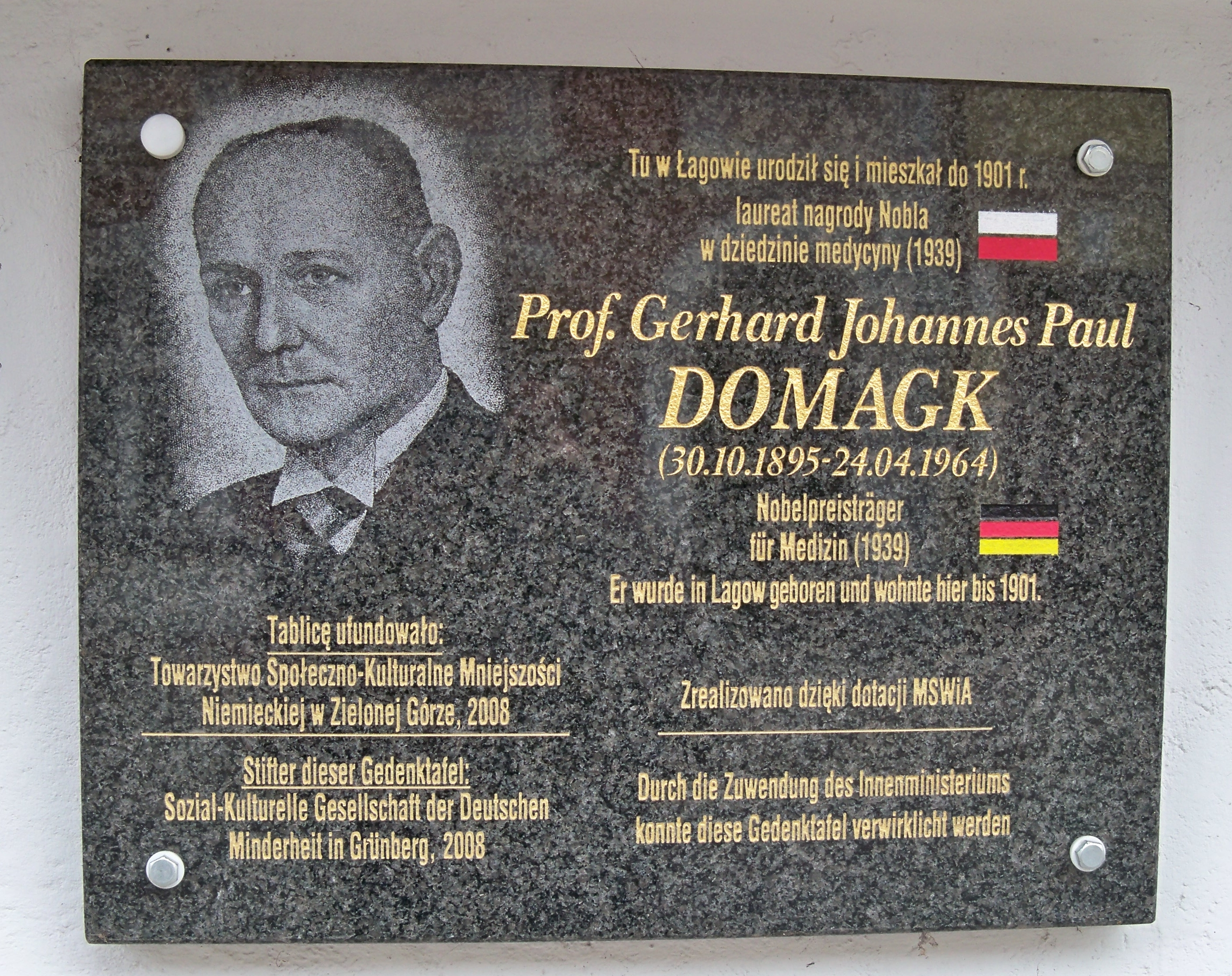
Łagów
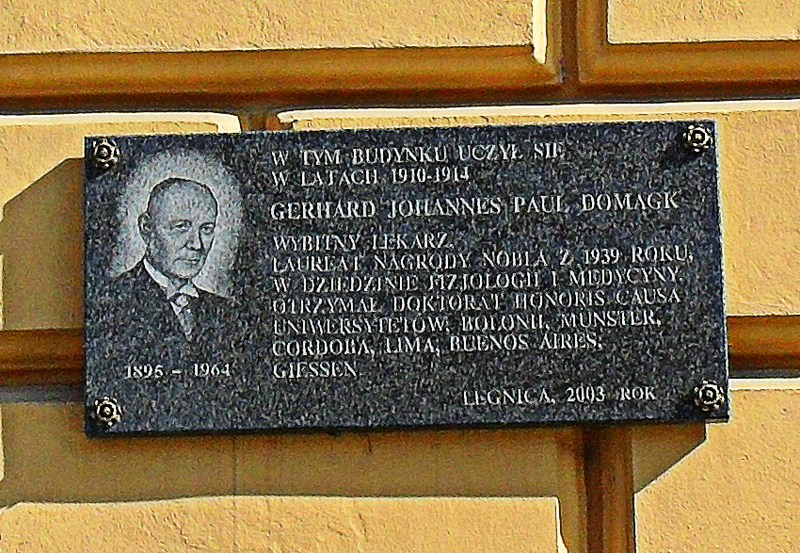
Legnica